# Voulton
Voulton (Outon, en ancien dialecte) est une commune française située dans le département de Seine-et-Marne en région Île-de-France.

## Géographie

### Localisation
La commune est située à environ  7,6 kilomètres au nord de Provins.

### Communes limitrophes
| Rupéreux                 | Augers-en-Brie | Villiers-Saint-Georges |
| Courchamp Saint-Hilliers | Voulton        | Beauchery-Saint-Martin |
| Rouilly                  | Saint-Brice    | Léchelle               |

### Géologie et relief
La commune est classée en zone de sismicité 1, correspondant à une sismicité très faible.

### Hydrographie

#### Réseau hydrographique

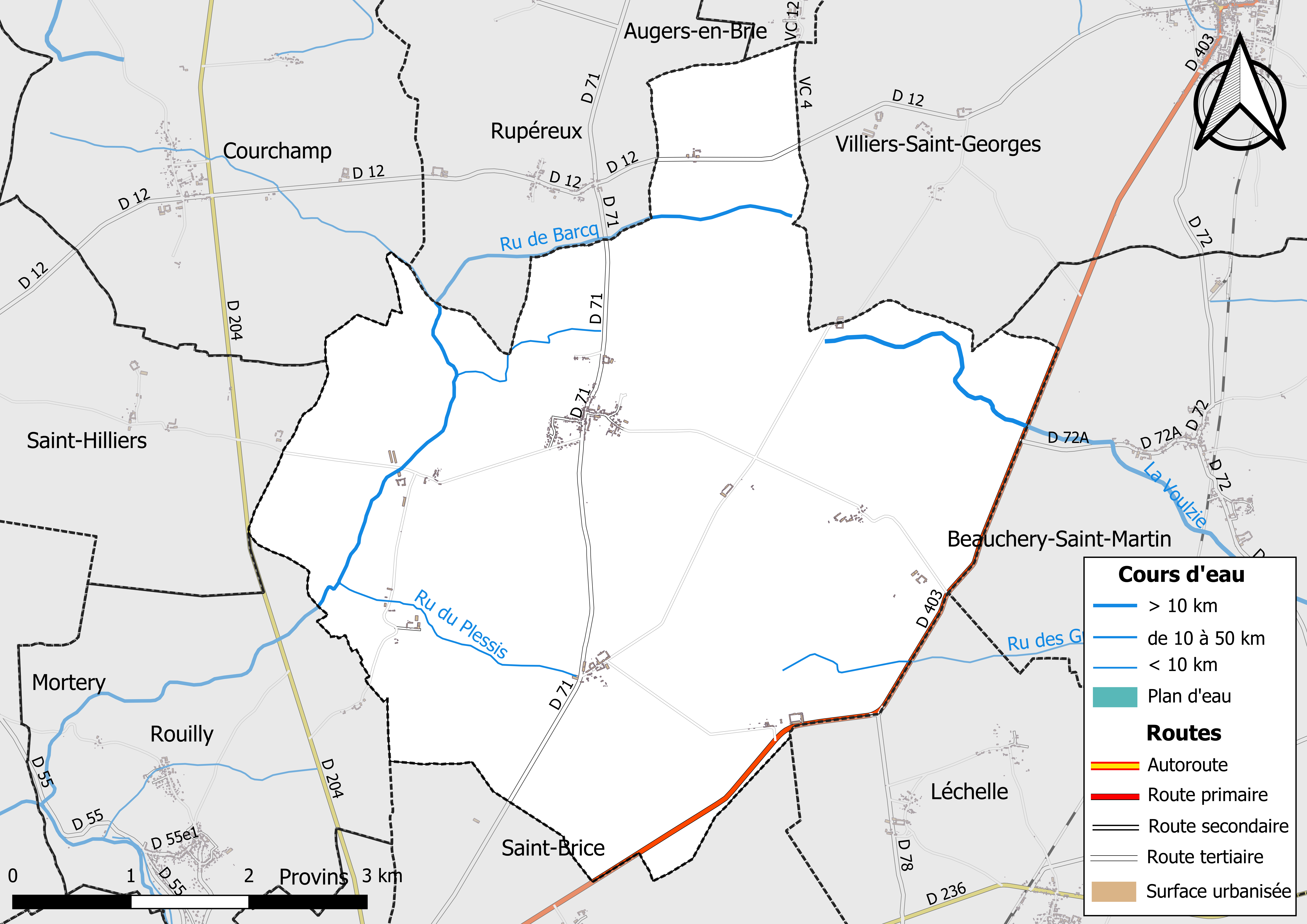
Carte des réseaux hydrographique et routier de Voulton.

Le réseau hydrographique de la commune se compose de six cours d'eau référencés :
- la rivière Voulzie, longue de 43,86 km[2], affluent de la Seine en rive droite ;
  - le ru des Grillons, 4,39 km[3], affluent de la Voulzie ;
  - le ru de Barcq , long de 17,09 km[4] ;
    - le ru du Plessis, 2,28 km[5], et ;
    - le fossé 01 de Vouravoult, 3,86 km[6], et ;
    - le fossé 01 des Coutures, 1,58 km[7], affluents du ru de Barcq.

La longueur totale des cours d'eau sur la commune est de 12,04 km.

#### Gestion des cours d'eau
Afin d’atteindre le bon état des eaux imposé par la Directive-cadre sur l'eau du 23 octobre 2000, plusieurs outils de gestion intégrée s’articulent à différentes échelles : le SDAGE, à l’échelle du bassin hydrographique, et le SAGE, à l’échelle locale. Ce dernier fixe les objectifs généraux d’utilisation, de mise en valeur et de protection quantitative et qualitative des ressources en eau superficielle et souterraine. Le département de Seine-et-Marne est couvert par six SAGE, au sein du bassin Seine-Normandie. La commune fait partie de deux SAGE : « Petit et Grand Morin » et « Bassée Voulzie ».
Le SAGE « Petit et Grand Morin » a été approuvé le 21 octobre 2016. Il comprend les bassins du Petit Morin (630 km2) et du Grand Morin (1 185 km2). Le pilotage et l’animation du SAGE sont assurés par le syndicat mixte d'aménagement et de gestion des Eaux (SMAGE) des 2 Morin, qualifié de « structure porteuse ».
Le SAGE « Bassée Voulzie »  est en cours d'élaboration en décembre 2020. Il concerne 144 communes dont 73 en Seine-et-Marne, 50 dans l'Aube, 15 dans la Marne et 6 dans l'Yonne, pour une superficie de 1 710 km2,. Le pilotage et l’animation du SAGE sont assurés par Syndicat Mixte Ouvert de l’eau potable, de l’assainissement collectif, de l’assainissement non collectif, des milieux aquatiques et de la démoustication (SDDEA), qualifié de « structure porteuse ».

### Climat
Pour des articles plus généraux, voir Climat de l'Île-de-France et Climat de Seine-et-Marne.
En 2010, le climat de la commune est de type climat océanique dégradé des plaines du Centre et du Nord, selon une étude du CNRS s'appuyant sur une série de données couvrant la période 1971-2000. En 2020, Météo-France publie une typologie des climats de la France métropolitaine dans laquelle la commune est exposée à un climat océanique altéré et est dans la région climatique Nord-est du bassin Parisien, caractérisée par un ensoleillement médiocre, une pluviométrie moyenne régulièrement répartie au cours de l’année et un hiver froid (3 °C).
Pour la période 1971-2000, la température annuelle moyenne est de 10,5 °C, avec une amplitude thermique annuelle de 15,6 °C. Le cumul annuel moyen de précipitations est de 747 mm, avec 11,8 jours de précipitations en janvier et 7,9 jours en juillet. Pour la période 1991-2020, la température moyenne annuelle observée sur la station météorologique installée sur la commune est de 11,3 °C et le cumul annuel moyen de précipitations est de 740,8 mm,. Pour l'avenir, les paramètres climatiques de la commune estimés pour 2050 selon différents scénarios d'émission de gaz à effet de serre sont consultables sur un site dédié publié par Météo-France en novembre 2022.
| Mois                                  | jan.            | fév.          | mars          | avril         | mai             | juin          | jui.           | août          | sep.          | oct.            | nov.          | déc.           | année     |
| ------------------------------------- | --------------- | ------------- | ------------- | ------------- | --------------- | ------------- | -------------- | ------------- | ------------- | --------------- | ------------- | -------------- | --------- |
| Température minimale moyenne (°C)     | 1,2             | 1,3           | 3,3           | 5,4           | 8,7             | 11,7          | 13,7           | 13,6          | 10,7          | 8,1             | 4,4           | 2              | 7         |
| Température moyenne (°C)              | 3,6             | 4,3           | 7,5           | 10,5          | 14              | 17,2          | 19,6           | 19,6          | 16            | 11,9            | 7,1           | 4,3            | 11,3      |
| Température maximale moyenne (°C)     | 6               | 7,4           | 11,7          | 15,6          | 19,2            | 22,8          | 25,6           | 25,6          | 21,2          | 15,8            | 9,9           | 6,6            | 15,6      |
| Record de froid (°C) date du record   | −21 17.01.1985  | −13 04.02.12  | −9,5 01.03.05 | −4,9 08.04.03 | −0,7 05.05.1996 | 3 04.06.01    | 5,8 07.07.1996 | 5 29.08.1986  | 3 19.09.07    | −3,2 30.10.1997 | −11 30.11.10  | −15 31.12.1985 | −21 1985  |
| Record de chaleur (°C) date du record | 15,5 05.01.1999 | 20,4 27.02.19 | 26,3 31.03.21 | 28,6 20.04.18 | 31,6 27.05.17   | 36,3 27.06.11 | 41,9 25.07.19  | 40,1 12.08.03 | 34,4 09.09.23 | 28,5 03.10.1985 | 21,2 07.11.15 | 17,1 07.12.00  | 41,9 2019 |
| Précipitations (mm)                   | 64,2            | 56,6          | 55,9          | 51,7          | 65,4            | 56,6          | 58,8           | 55,1          | 57,4          | 69,7            | 66,8          | 82,6           | 740,8     |

### Milieux naturels et biodiversité
Aucun espace naturel présentant un intérêt patrimonial n'est recensé sur la commune dans l'inventaire national du patrimoine naturel,,.

## Urbanisme

### Typologie
Au 1er janvier 2024, Voulton est catégorisée commune rurale à habitat dispersé, selon la nouvelle grille communale de densité à sept niveaux définie par l'Insee en 2022.
Elle est située hors unité urbaine. Par ailleurs la commune fait partie de l'aire d'attraction de Paris, dont elle est une commune de la couronne,. Cette aire regroupe 1 929 communes,.

### Lieux-dits et écarts
La commune compte 112 lieux-dits administratifs répertoriés consultables ici dont Gimbrois, Boôlot, et Saint-Martin des Champs.

### Occupation des sols
L'occupation des sols de la commune, telle qu'elle ressort de la base de données européenne d’occupation biophysique des sols Corine Land Cover (CLC), est marquée par l'importance des territoires agricoles (96,3 % en 2018), une proportion sensiblement équivalente à celle de 1990 (96,2 %). La répartition détaillée en 2018 est la suivante : 
terres arables (96,3 %), forêts (2,8 %), zones urbanisées (1 %).
Parallèlement, L'Institut Paris Région, agence d'urbanisme de la région Île-de-France, a mis en place un inventaire numérique de l'occupation du sol de l'Île-de-France, dénommé le MOS (Mode d'occupation du sol), actualisé régulièrement depuis sa première édition en 1982. Réalisé à partir de photos aériennes, le Mos distingue les espaces naturels, agricoles et forestiers mais aussi les espaces urbains (habitat, infrastructures, équipements, activités économiques, etc.) selon une classification pouvant aller jusqu'à 81 postes, différente de celle de Corine Land Cover,,. L'Institut met également à disposition des outils permettant de visualiser par photo aérienne l'évolution de l'occupation des sols de la commune entre 1949 et 2018.

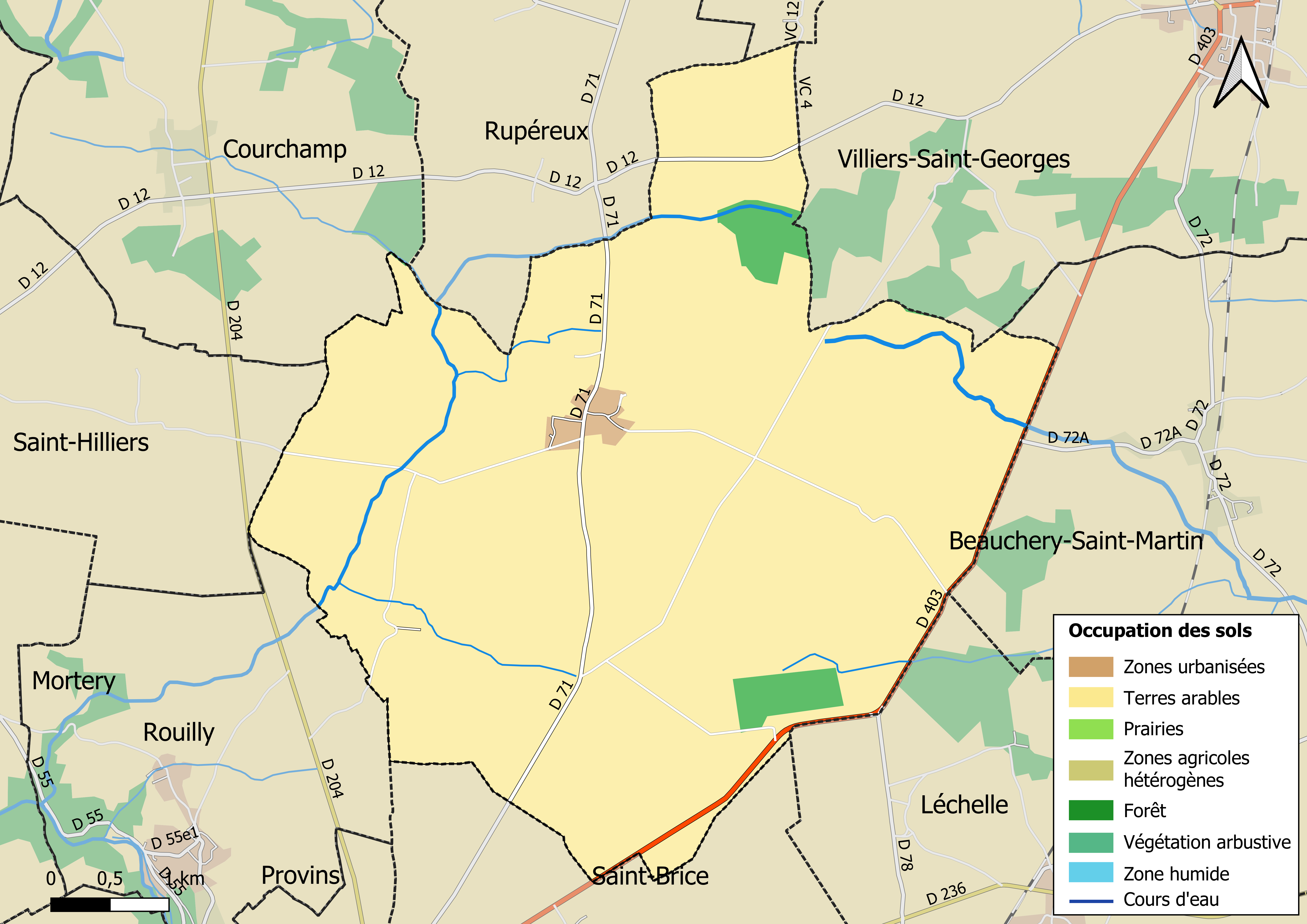
Carte des infrastructures et de l'occupation des sols en 2018 (CLC) de la commune.
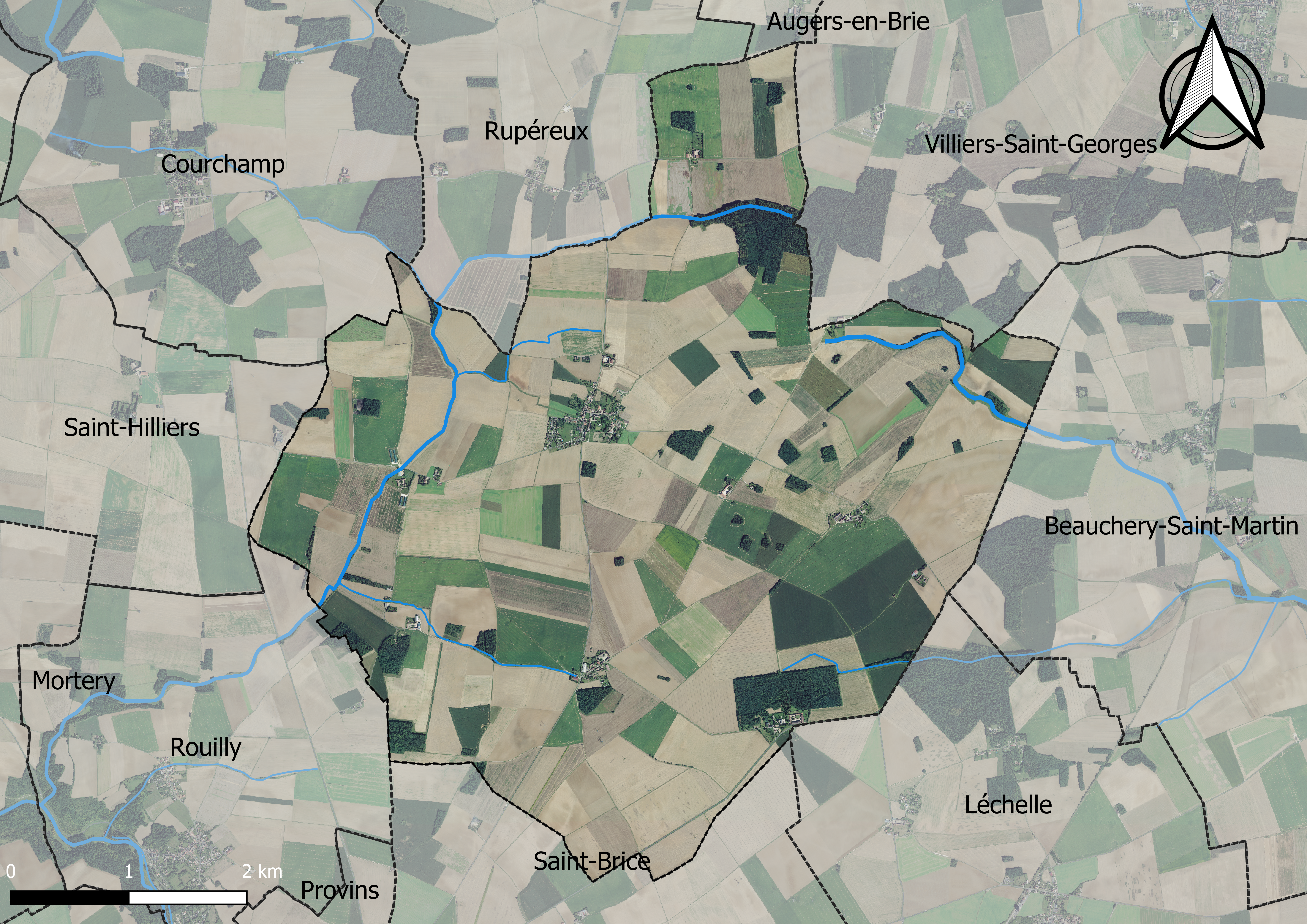
Carte orhophotogrammétrique de la commune.

### Planification
La loi SRU du 13 décembre 2000 a incité les communes à se regrouper au sein d’un établissement public, pour déterminer les partis d’aménagement de l’espace au sein d’un SCoT, un document d’orientation stratégique des politiques publiques à une grande échelle et à un horizon de 20 ans et s'imposant aux documents d'urbanisme locaux, les PLU (Plan local d'urbanisme). La commune est dans le territoire du SCOT Grand Provinois, dont le projet a été arrêté le 29 janvier 2020, porté par le syndicat mixte d’études et de programmation (SMEP) du Grand Provinois, qui regroupe les Communautés de Communes du Provinois et de Bassée-Montois, soit 82 communes.
La commune disposait en 2019 d'une carte communale approuvée.

### Logement
En 2016, le nombre total de logements dans la commune était de 143 dont 100 % de maisons.
Parmi ces logements, 85,3 % étaient des résidences principales, 7 % des résidences secondaires et 7,7 % des logements vacants.
La part des ménages fiscaux propriétaires de leur résidence principale s'élevait à 90,2 % contre 8,2 % de locataires et 1,6 % logés gratuitement,.

## Toponymie
La Voulzie a donné son hydronyme partiellement à Voulton et à la commune de Les Ormes-sur-Voulzie.

## Histoire
C'est à Voulton et à l'est du village, que se trouvait le 18e corps d'armée Français lorsque commença la bataille de la Marne, le 6 septembre 1914 à 6 heures du matin.

La gauche du 18e corps refoula les avant-postes du IIIe corps allemand et bivouaqua, le soir, autour d'Augers-en-Brie.

## Politique et administration

### Liste des maires
| Période                                  | Période  | Identité        | Étiquette | Qualité |
| ---------------------------------------- | -------- | --------------- | --------- | ------- |
| Les données manquantes sont à compléter. |          |                 |           |         |
| 2000                                     | 2020     | Martial Dorbais |           |         |
| juillet 2020                             | en cours | Jacques Simony  |           |         |

## Équipements et services

### Eau et assainissement
L’organisation de la distribution de l’eau potable, de la collecte et du traitement des eaux usées et pluviales relève des communes. La loi NOTRe de 2015 a accru le rôle des EPCI à fiscalité propre en leur transférant cette compétence. Ce transfert devait en principe être effectif au 1er janvier 2020, mais la loi Ferrand-Fesneau du 3 août 2018 a introduit la possibilité d’un report de ce transfert au 1er janvier 2026,.

#### Assainissement des eaux usées
En 2020, la commune de Voulton ne dispose pas d'assainissement collectif,.
L’assainissement non collectif (ANC) désigne les installations individuelles de traitement des eaux domestiques qui ne sont pas desservies par un réseau public de collecte des eaux usées et qui doivent en conséquence traiter elles-mêmes leurs eaux usées avant de les rejeter dans le milieu naturel. La communauté de communes du Provinois assure pour le compte de la commune le service public d'assainissement non collectif (SPANC), qui a pour mission de vérifier la bonne exécution des travaux de réalisation et de réhabilitation, ainsi que le bon fonctionnement et l’entretien des installations,.

#### Eau potable
En 2020, l'alimentation en eau potable est assurée par le syndicat de l'Eau de l'Est seine-et-marnais (S2E77) qui gère le service en régie,,.

## Population et société

### Démographie
L'évolution du nombre d'habitants est connue à travers les recensements de la population effectués dans la commune depuis 1793. Pour les communes de moins de 10 000 habitants, une enquête de recensement portant sur toute la population est réalisée tous les cinq ans, les populations de référence des années intermédiaires étant quant à elles estimées par interpolation ou extrapolation. Pour la commune, le premier recensement exhaustif entrant dans le cadre du nouveau dispositif a été réalisé en 2006.

En 2022, la commune comptait 298 habitants, en évolution de −5,99 % par rapport à 2016 (Seine-et-Marne : +3,92 %, France hors Mayotte : +2,11 %).
| 1793 | 1800 | 1806 | 1821 | 1831 | 1836 | 1841 | 1846 | 1851 |
| ---- | ---- | ---- | ---- | ---- | ---- | ---- | ---- | ---- |
| 127  | 121  | 120  | 108  | 107  | 114  | 308  | 386  | 406  |

| 1856 | 1861 | 1866 | 1872 | 1876 | 1881 | 1886 | 1891 | 1896 |
| ---- | ---- | ---- | ---- | ---- | ---- | ---- | ---- | ---- |
| 408  | 425  | 420  | 427  | 434  | 409  | 442  | 445  | 421  |

| 1901 | 1906 | 1911 | 1921 | 1926 | 1931 | 1936 | 1946 | 1954 |
| ---- | ---- | ---- | ---- | ---- | ---- | ---- | ---- | ---- |
| 417  | 377  | 430  | 372  | 374  | 350  | 343  | 408  | 358  |

| 1962 | 1968 | 1975 | 1982 | 1990 | 1999 | 2006 | 2011 | 2016 |
| ---- | ---- | ---- | ---- | ---- | ---- | ---- | ---- | ---- |
| 306  | 345  | 238  | 305  | 300  | 293  | 310  | 301  | 317  |

| 2021 | 2022 | - | - | - | - | - | - | - |
| ---- | ---- | - | - | - | - | - | - | - |
| 304  | 298  | - | - | - | - | - | - | - |

## Économie

### Revenus de la population et fiscalité
En 2018, le nombre de ménages fiscaux de la commune était de 123, représentant 304 personnes et la  médiane du revenu disponible par unité de consommation  de 24 170 euros.

### Emploi
En 2017 , le nombre total d’emplois dans la zone était de 44, occupant 125 actifs  résidants.
Le taux d'activité de la population (actifs ayant un emploi) âgée de 15 à 64 ans s'élevait à 65,4 % contre un taux de chômage de 8,2 %.
Les 26,4 % d’inactifs se répartissent de la façon suivante : 8,2 % d’étudiants et stagiaires non rémunérés, 11,5 % de retraités ou préretraités et 6,6 % pour les autres inactifs.

### Entreprises et commerces
En 2018, le nombre d'établissements actifs était de 18 dont 3 dans l’industrie manufacturière, industries extractives et autres, 1 dans la construction, 5 dans le commerce de gros et de détail, transports, hébergement et restauration, 1 dans les activités financières et d'assurance, 5 dans les activités spécialisées, scientifiques et techniques et activités de services administratifs et de soutien, 1 dans l’administration publique, enseignement, santé humaine et action sociale et 2  étaient relatifs aux autres activités de services.
Au 1er janvier 2020, la commune ne disposait pas d’hôtel et de terrain de camping.

### Secteurs d'activité
En 2018, la commune était classée en zone de revitalisation rurale (ZRR), un dispositif visant à aider le développement des territoires ruraux principalement à travers des mesures fiscales et sociales. Des mesures spécifiques en faveur du développement économique s'y appliquent également. Le classement des communes en ZRR était valable jusqu’au 31 décembre 2020,.

#### Agriculture
Voulton est dans la petite région agricole dénommée la « Brie champenoise » (ou Provinois), une partie de la Brie autour de Provins. En 2010, l'orientation technico-économique de l'agriculture sur la commune est diverses cultures (hors céréales et oléoprotéagineux, fleurs et fruits).
Si la productivité agricole de la Seine-et-Marne se situe dans le peloton de tête des départements français, le département enregistre un double phénomène de disparition des terres cultivables (près de 2 000 ha par an dans les années 1980, moins dans les années 2000) et de réduction d'environ 30 % du nombre d'agriculteurs dans les années 2010. Cette tendance se retrouve au niveau de la commune où le nombre d’exploitations est passé de 17 en 1988 à 14 en 2010. Parallèlement, la taille de ces exploitations augmente, passant de 143 ha en 1988 à 159 ha en 2010.
Le tableau ci-dessous présente les principales caractéristiques des exploitations agricoles de Voulton, observées sur une période de 22 ans : 
|                                      | 1988  | 2000  | 2010  |
| ------------------------------------ | ----- | ----- | ----- |
| Dimension économique,                |       |       |       |
| Nombre d’exploitations (u)           | 17    | 15    | 14    |
| Travail (UTA)                        | 39    | 28    | 20    |
| Surface agricole utilisée (ha)       | 2 434 | 2 448 | 2 229 |
| Cultures                             |       |       |       |
| Terres labourables (ha)              | 2 422 | 2 446 | 2 226 |
| Céréales (ha)                        | 1 740 | 1 580 | 1 491 |
| dont blé tendre (ha)                 | 1159  | 1228  | s     |
| dont maïs-grain et maïs-semence (ha) | 463   | 190   | 238   |
| Tournesol (ha)                       | 75    |       | s     |
| Colza et navette (ha)                | s     | 120   | 207   |
| Élevage                              |       |       |       |
| Cheptel (UGBTA)                      | 4     | 0     | 877   |

## Culture locale et patrimoine

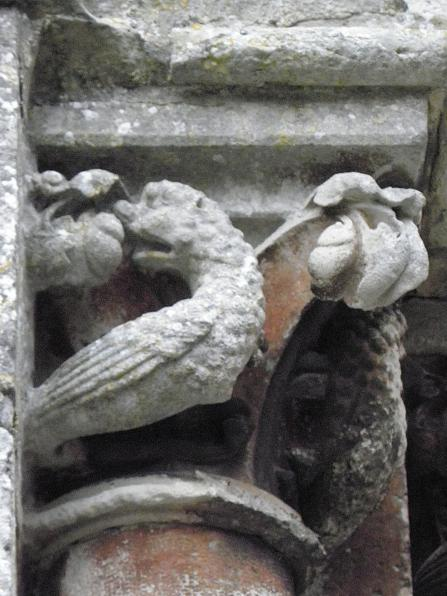
Chapiteau du portail occidental de la priorale.

### Lieux et monuments
Le prieuré de Voulton a été fondé en 1087 par Raynaud, seigneur de ce lieu et par sa femme Odeline. Ils y établissent des religieux de l'ordre de Saint-Augustin qu'ils font venir d'Essomes près de Château-Thierry. De l'église de cette époque, il ne reste rien. En 1180 le seigneur de l'époque, nommé Raoul, fait don au prieuré d'une importante relique, c'est un riche et précieux crucifix en argent qui contient un morceau de la vraie croix. Dès lors, les pèlerins affluent à Voulton, apportant de nombreuses offrandes qui, avec les dons très importants des seigneurs des environs, permirent de bâtir l'église actuellement aperçue. Le prieuré coule des jours paisibles jusqu’aux guerres de religion qui vont causer sa ruine. En 1567, une troupe de huguenots met le feu au clocher et au prieuré. Les religieux sans abri retournent à Essomes. Au XVIIe siècle, le prieuré est reconstruit. En 1755 il cesse d’exister et est définitivement rattaché à Essomes. Les guerres de religion et la Révolution ont fortement endommagé l’église. Aussi, vers 1840, Auguste Allou, évêque de Meaux et Prosper Mérimée, secondés par la jeune administration des monuments historiques décident de procéder au classement et à la restauration de l’édifice,.
Ancienne église Saint-Martin-des-Champs,construite au XIIe siècle et transformer en grange.
Château du Houssay.
D'autres monuments incluent la priorale Notre-Dame-de-l'Assomption (XIIe siècle-XIIIe siècles), classée par liste en 1840, un pavillon d'angle (anciennement le premier château construit au début du XVIIe siècle par Fortin de la Hoguette, incendié en 1685) et le second château du Houssay (construit par Claude Douet au XVIIIe siècle, il fut acquis par la famille de Boisgelin).
Un tableau de Georges Mathieu s'intitule Voulton, il fut exposé à la galerie Charpentier en 1965, no 108 du catalogue.

### Personnalités liées à la commune
- Claude Douet, marquis du Houssay, fermier général de 1757 à 1778, propriétaire du château du Houssay.
- Son fils Jean-Claude Douet, lui aussi fermier général, époux de Marie Claude Batailhe de Francès ; tous les deux furent guillotinés.
- Jean-Charles Davost, député du tiers état pour le bailliage de Provins, cultivateur à Voulton, voir la page Liste des députés des États généraux de 1789, par ordre, bailliage et sénéchaussée.
- Le premier mort de la Seconde Guerre mondiale : Pierre Martellière, né à Voulton, voir les liens externes.